# Crescent Island (klippa)
Crescent Island (kinesiska: 石屿) är en klippa bland Paracelöarna i Sydkinesiska havet.  Paracelöarna har annekterats av Kina, men Taiwan och Vietnam gör också anspråk på dem.
Terrängen runt Crescent Island är mycket platt.  Det finns inga samhällen i närheten. 